# Kanton Toulouse-10
Toulouse-10 is een kanton van het Franse departement Haute-Garonne. Het kanton maakt deel uit van het arrondissement Toulouse.
Het kanton omvatte tot 2014 uitsluitend een deel van de gemeente Toulouse, namelijk de wijken:
- Empalot
- Jules Julien
- Les Recollets
- Pouvourville
- Rangueil
- Saint-Agne
- Saint-Roch

Na de herindeling van de kantons door het decreet van 13 februari 2014, met uitwerking op 22 maart 2015, omvat  het kanton volgende gemeenten:
- Balma
- Beaupuy
- Drémil-Lafage
- Flourens
- Mondouzil
- Mons
- Montrabé
- Pin-Balma
- Quint-Fonsegrives